# スウェドバンク
スウェドバンク（スウェーデン語: Swedbank AB）は、スウェーデンとバルト三国に店舗を展開する銀行。スウェーデン・ストックホルム都市圏のSundbybergに本社を置く。スウェーデンの主要銀行の一つである。ナスダック・ストックホルム上場企業（Nasdaq Nordic SWED）。

## 沿革

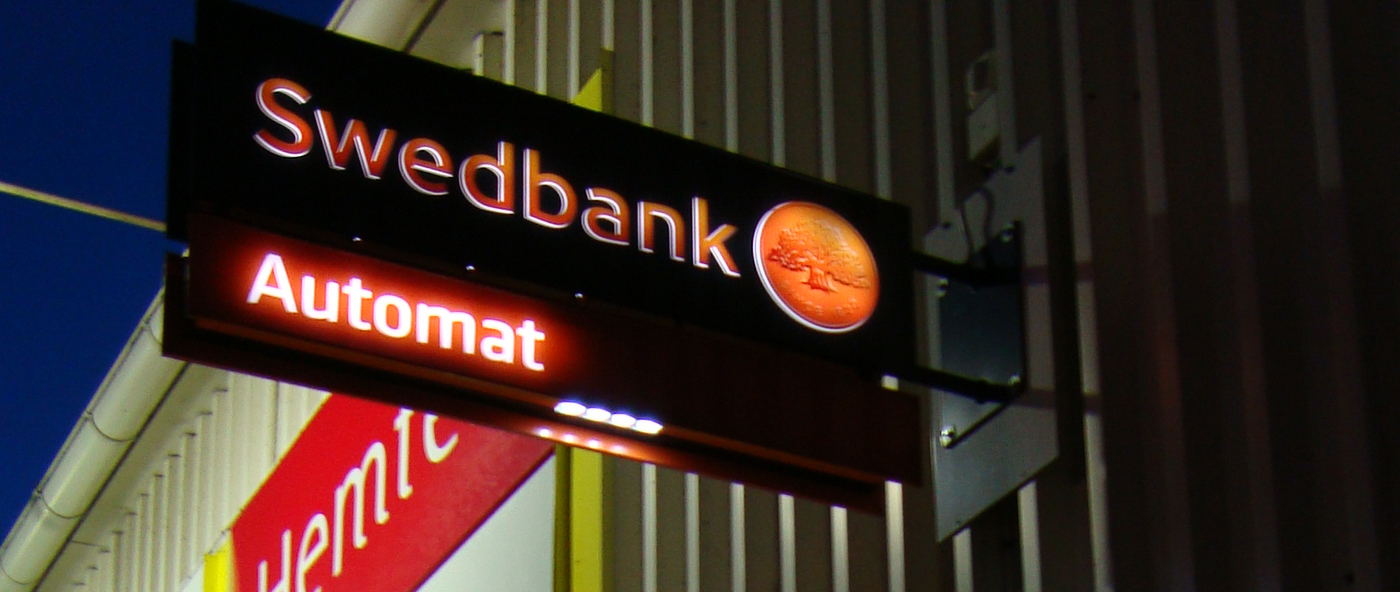
スウェドバンクのATMの標識

1820年にヨーテボリで設立されたスウェーデン最初の貯蓄銀行と、1915年にストックホルムで設立されたスウェーデン最初の農協銀行にルーツを持つ。貯蓄銀行は1942年にSparbankernas Bankとなり、1992年に地域の金融機関を合併し名称をSparbanken Sverigeとした。農協銀行は1958年にJordbrukets Bankとなり、1991年に12の農業銀行を合併しFöreningsbankenkとなった。Föreningsbankenkは1994年、Sparbanken Sverigeは1995年に、株式上場企業となった。
1997年に両社は合併し、FöreningsSparbankenとなった。1991年にエストニアで設立されバルト三国で事業を展開していたHansabankの株式取得を進め、2005年に同社の全株式を取得した。2001年にスウェーデンの大手銀行であるスカンジナビスカ・エンスキルダ・バンケンとの合併交渉が行われたが、強大化を問題視する欧州委員会の介入により阻止された。
2006年9月、現在のスウェドバンクに改称、これに合わせてHansabankなどの子会社も順次、スウェドバンクのブランド名に改められた。2000年代後半の世界金融危機では、バルト三国地域の事業が悪化したため、スウェーデン政府から一時的に公的資金投入を受けた。
スウェーデンやバルト三国の店舗のほか、ニューヨーク・上海に法人営業の支店を持つ。

## 不祥事
2019年2月、スウェーデンの公共放送SVTが、デンマークのダンスケ銀行が関与した資金洗浄の関連で、スウェドバンクのエストニア支店が、ダンスケ銀行宛てに2007年から2015年まで400億スウェーデンクローナ以上を送金していたことを報道した。SVTの調査内容が捜査当局に確認されたことから、翌3月にスウェドバンクのCEOは解雇され、会長は辞任し、スウェーデンとエストニアの規制当局から40億クローナの罰金が科せられた。

## スポンサー
マルメに位置するスウェドバンク・スタディオンの命名権を保有している。